# Reino Loulan

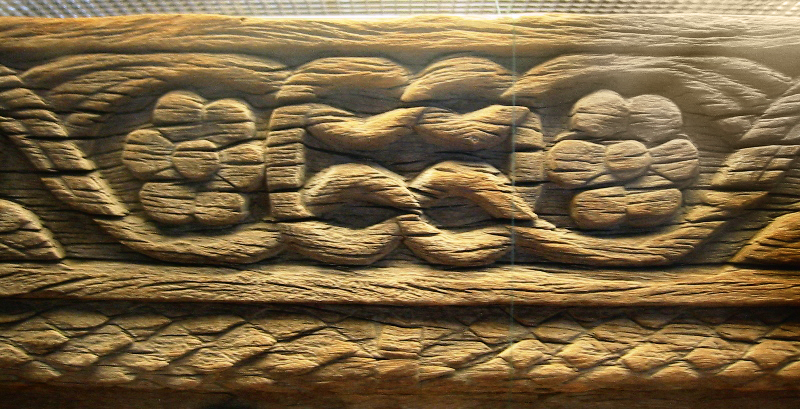
Madera esculpida de Loulan, del al. El motivo muestra influencias de las civilizaciones occidentale

El Reino Loulan , también llamado Krorän o Kroraina (en chino tradicional, 樓蘭; en chino simplificado, 楼兰; pinyin, Loulan; en uigur: كروران, romanizado: Kroran, alfabeto cirílico uigur: Кроран) y conocido por los arqueólogos rusos como Krorayina, fue un antiguo reino en torno a un importante oasis en una ciudad a lo largo de la Ruta de la Seda ya conocida en el siglo II a. C. en el extremo noreste del desierto de Lop Nor. El término Loulan es la transcripción china del nombre nativo Krorän y se usa para referirse a la ciudad cercana a Lop Nor y al reino. 
El reino fue renombrado Shanshan (鄯善) después de que su rey fuera asesinado por un enviado de la dinastía Han en el 77 a. C. sin embargo, la ciudad en la esquina noroeste del lago del desierto salobre Lop Nor retuvo el nombre de Loulan. El reino incluyó en varias ocasiones asentamientos como Niya, Charklik, Miran y Qiemo. Estaba intermitentemente bajo control chino desde la dinastía Han temprana en adelante hasta su abandono siglos más tarde. Las ruinas de Loulan están cerca del ahora desecado lago Lop Nor en la Prefectura autónoma mongol de Bayingolin, Sinkiang, y ahora están completamente rodeadas por el desierto.

## Historia

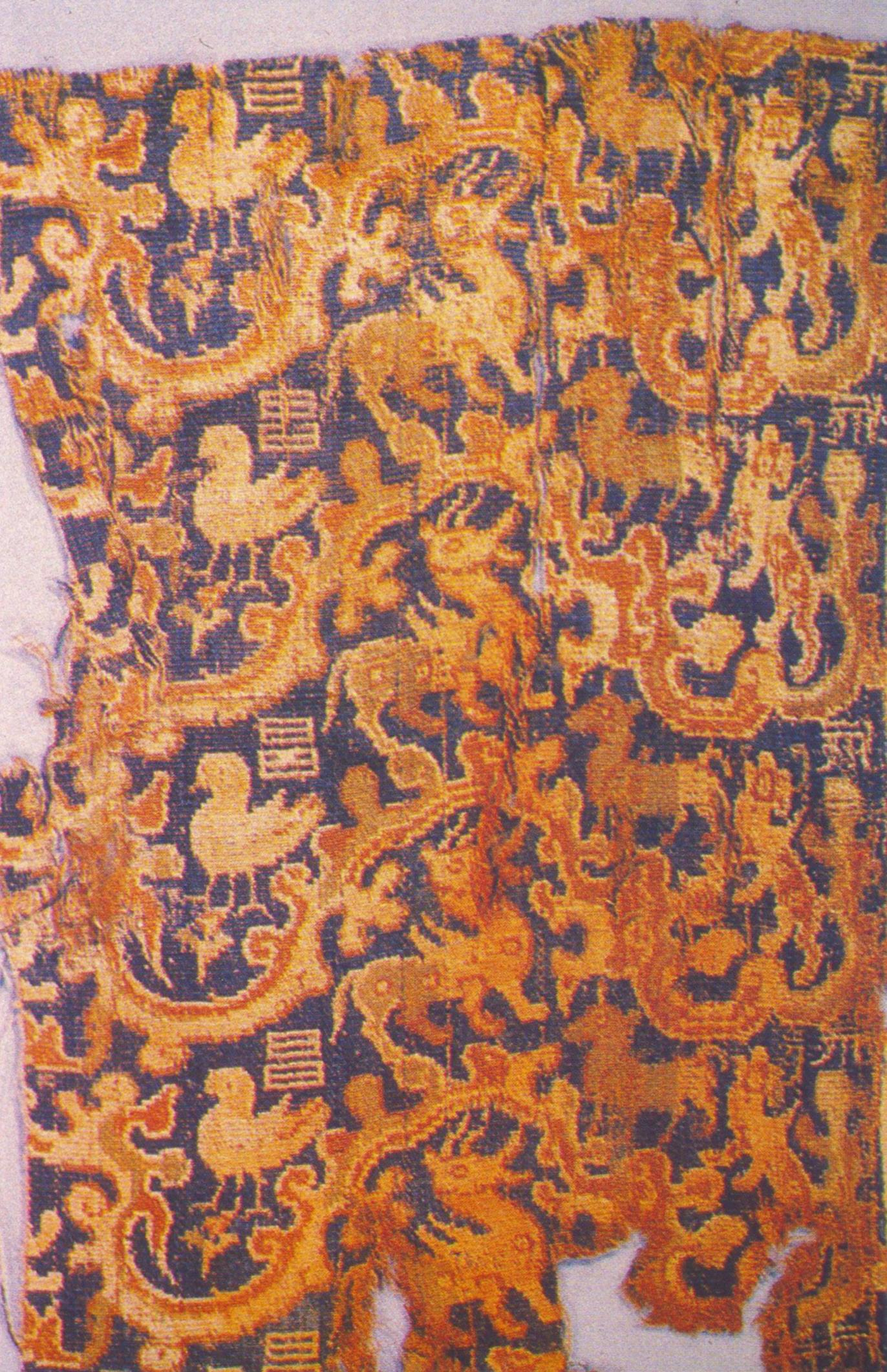
Fragmento de brocado sichuanés descubierto en Loulan.

Las conocidas momias de Tarim, se han encontrado en Loulan y en sus alrededores. Una momia femenina ha sido fechada alrededor de 1800 a. C. (3,800 años de edad), lo que indica un asentamiento muy temprano de la región.
Loulan estaba en la ruta principal desde Dunhuang a Korla, donde se unía a la llamada «ruta del norte», y también estaba conectada por una ruta al suroeste a la sede del gobierno del reino en la ciudad de Wuni en el oasis Charkhlik / Ruoqiang, y de allí a Jotán y Yarkand.

### Dinastía Han
La primera mención histórica de Loulan fue en una carta del gobernante chanyu de los Xiongnu al Emperador chino en el 126 a. C. en la que se jactó de conquistar a los Yuezhi, Wusun, Loulan y Hujie (呼揭), «así como a los veinte -6 estados cercanos». En 126 a. C., el enviado chino Zhang Qian describió a Loulan como una ciudad fortificada cerca de Lop Nor.
Debido a su posición estratégica se convirtió en la ruta principal de China hacia el oeste, durante la dinastía Han, el control de la misma fue regularmente disputado entre los chinos y los Xiongnu hasta bien entrado el siglo II En el Libro de Han, las primeras interacciones de Loulan con la corte de Han fueron descritas con cierto detalle.
En el siglo II a. C., el emperador Wu de Han estaba interesado en extender el contacto con Dayuan (Ferganá) después de recibir informes del país de Zhang Qian. Sin embargo, según fuentes chinas, los enviados de Han a Fergana fueron hostigados por Loulan y Gushi. En 108 a. C., Loulan fue atacado por una fuerza de los Han liderada por Zhao Ponu (趙 破 奴) y su rey capturado, después de esto, Loulan aceptó pagar un tributo a la dinastía Han china. Los Xiongnu, al enterarse de estos eventos, también atacó a Loulan. Por lo tanto, el rey de Loulan eligió enviar a uno de sus hijos como rehén a los Xiongnu y otro a la corte Han. El rey de Loulan fue llevado a la corte de Han e interrogado sobre su asociación con los Xiongnu. El Libro de Han describe:

El Emperador le ordenó a [Jen] Wen que guiara a las tropas por una ruta adecuada, arrestar al rey de Lou-lan y llevarlo al palacio en la ciudad capital. [Jen Wen] lo interrogó presentándole un acta de acusación formal, a la que respondió afirmando que [Lou-lan] era un estado pequeño que se extendía entre estados grandes, y que a menos que se sometiera a ambas partes, no habría medios para mantenerse con seguridad; por lo tanto, quiso eliminar su reino y establecer su residencia dentro del territorio Han.
Hanshu, capítulo 96a, traducción de Hulsewé 1979.

El emperador Han estaba satisfecho con la declaración y liberó al rey.

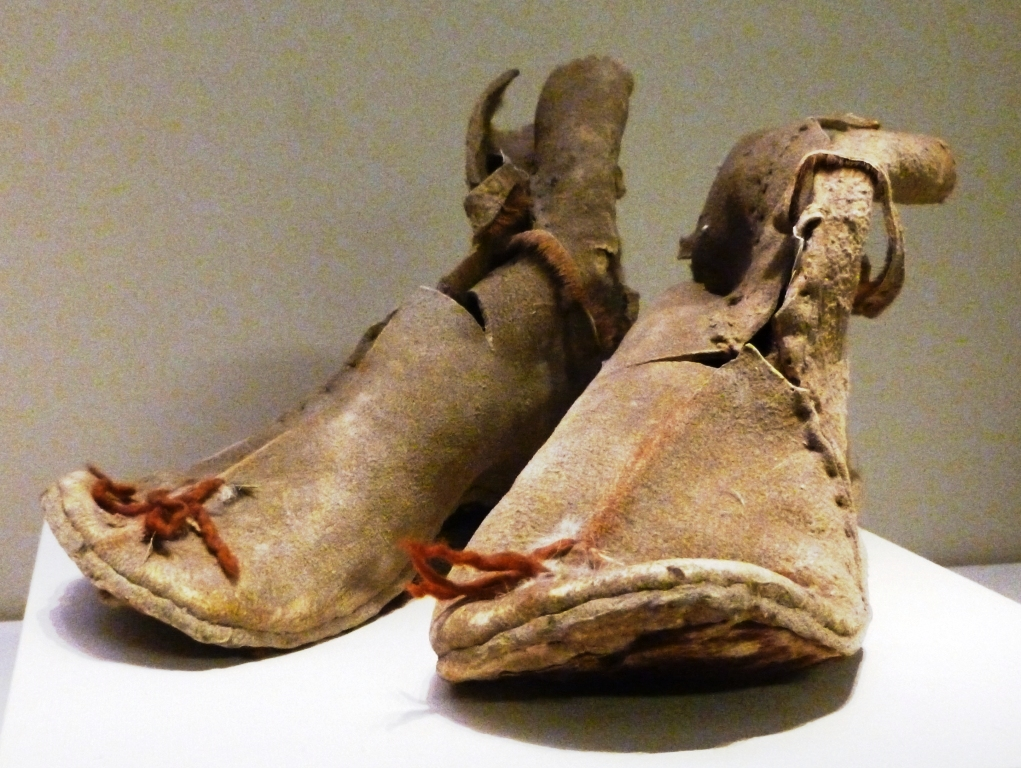
Botas de piel de buey de Loulan. Antigua dinastía Han.

En el año 92, el rey de Loulan murió, y sus compatriotas pidieron que el hijo del rey fuera devuelto a Loulan. Sin embargo, la corte Han había castrado a su hijo por infringir las leyes Han, por lo que rechazaron la solicitud, alegando que el emperador Han se había encariñado demasiado con él como para dejarlo ir. Otro rey fue instalado en Loulan, y nuevamente un hijo fue enviado como rehén cuando lo exigió la corte Han. Después de la muerte de este rey, los Xiongnu devolvieron al hijo de rehén enviado a ellos, llamado Chang Gui o An Gui (嘗 歸 o 安 歸), a Loulan para gobernar como rey. Los Han, al oír esto, exigieron que el nuevo rey se presentara a la corte Han. A esto, por consejo de su esposa, el rey se negó, debido al hecho de que ninguno de los hijos de rehén enviados a la corte Han había sido retornados. En el 77 a. C., el enviado chino Fu Jiezi fue enviado a matar al rey de Loulan después de que varios enviados de Han fueron interceptados y asesinados. Llegó con el pretexto de llevar oro y objetos de valor a los estados exteriores con la intención de obsequiar regalos al rey, pero mató a puñaladas al rey Loulan mientras estaba borracho y colgó la cabeza cortada de la torre norte de la puerta. El hermano menor del rey Weituqi (尉 屠 耆) fue nombrado como el rey de Loulan por la corte de Han, y el reino pasó a llamarse Shanshan.

### Shanshan

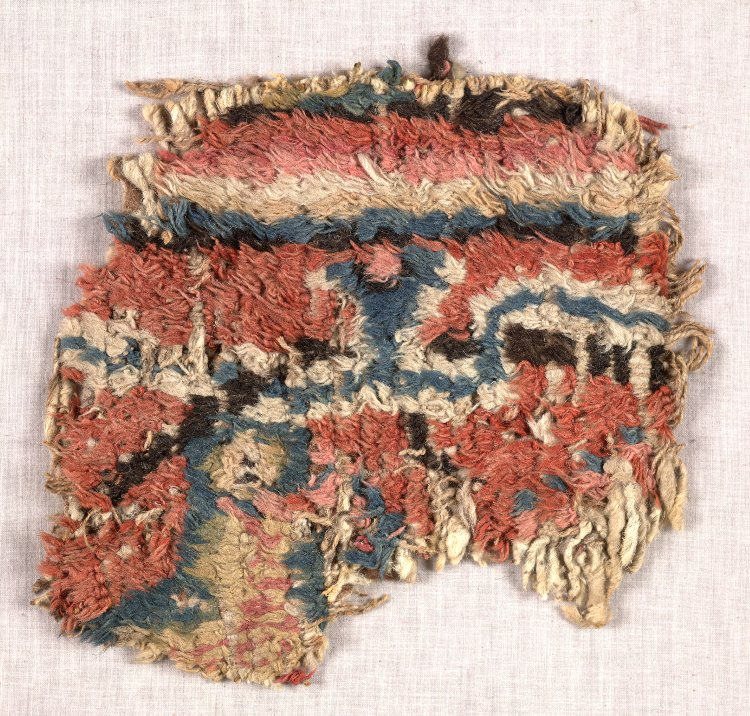
Fragmento de alfombra descubierto en un pozo de desechos en Loulan. -.

Después de que la dinastía Han ganara el control de Loulan, el reino rebautizado como Shanshan se convirtió en un estado títere chino. El rey recién instalado, temiendo la retribución de los hijos del rey asesinado, solicitó que se estableciera un contingente de fuerzas Han, en Yixun (伊循, varias veces identificado como Charklik o Miran). Los oficiales del ejército chino fueron enviados a colonizar el área y se estableció una oficina de comandancia en Yixun. Una serie de asentamientos en la Cuenca de Tarim como Qiemo y Niya se describieron en el Libro de Han como estados independientes, pero luego se convirtieron en parte de Shanshan. Mientras que el nombre del reino fue cambiado a Shanshan por los chinos, la región de Loulan continuó siendo conocida como Kroran por los lugareños.
La región permaneció bajo control chino intermitentemente, y cuando China fue débil en las regiones occidentales, Loulan era esencialmente independiente. En el año 25 se documentó que Loulan estaba en la liga con los Xiongnu. En el 73, el oficial del ejército Han, Ban Chao fue con un pequeño grupo de seguidores a Shanshan, que también recibía una delegación de los Xiongnu al mismo tiempo. Ban Chao mató a los enviados xiongnu y presentó sus cabezas al rey, después de lo cual el rey Guang de Shanshan se sometió a Han. Alrededor del 119, Ban Yong recomendó que se estableciera una colonia china de 500 hombres en Loulan. Una colonia militar posterior fue establecida en Loulan por el general Suo Man. Se registró que en el 222, Shanshan envió tributo a China, y que en el 283, el hijo del rey fue enviado como rehén a la corte china durante el reinado del emperador Wu de Jin. Loulan también fue registrado como un reino dependiente de Shanshan en el Libro de Wei del siglo III.
La ciudad de Loulan fue abandonada en el año 330, debido a la falta de agua cuando el río Tarim, que apoyaba el asentamiento, cambió de rumbo; la guarnición militar se movió 50 kilómetros al sur a Haitou (海 頭). El fuerte de Yingpan al noroeste permaneció bajo control chino hasta la dinastía Tang.  Según el Libro de Wei, el rey Bilong de Shanshan huyó a Qiemo junto con la mitad de sus compatriotas después de un ataque de Juqu Anzhou en el 442, por lo que Shanshan llegó a ser gobernado por Qiemo. Con fecha del año 445 Shanshan sometió al Wei del Norte. A finales del siglo VI, la dinastía Sui reestableció el estado de la ciudad de Shanshan.
Sin embargo, después del siglo V, la tierra fue invadida frecuentemente por estados nómadas como Tuyuhun, Rouran y Dingling, y el área fue gradualmente abandonada. Alrededor del 630, al comienzo del período Tang, Shanfutuo (鄯 伏 led) condujo a Hami a la restante gente de Shanshan.
El peregrino budista Xuanzang pasó por esta región en el 644 a su regreso de la India a China, visitó una ciudad llamada Nafubo (納 縛 thought, que se cree que era Charklik) de Loulan, y escribió acerca de Qiemo: «Existe una fortaleza, pero no deja rastro de hombres».

## Descripciones históricas

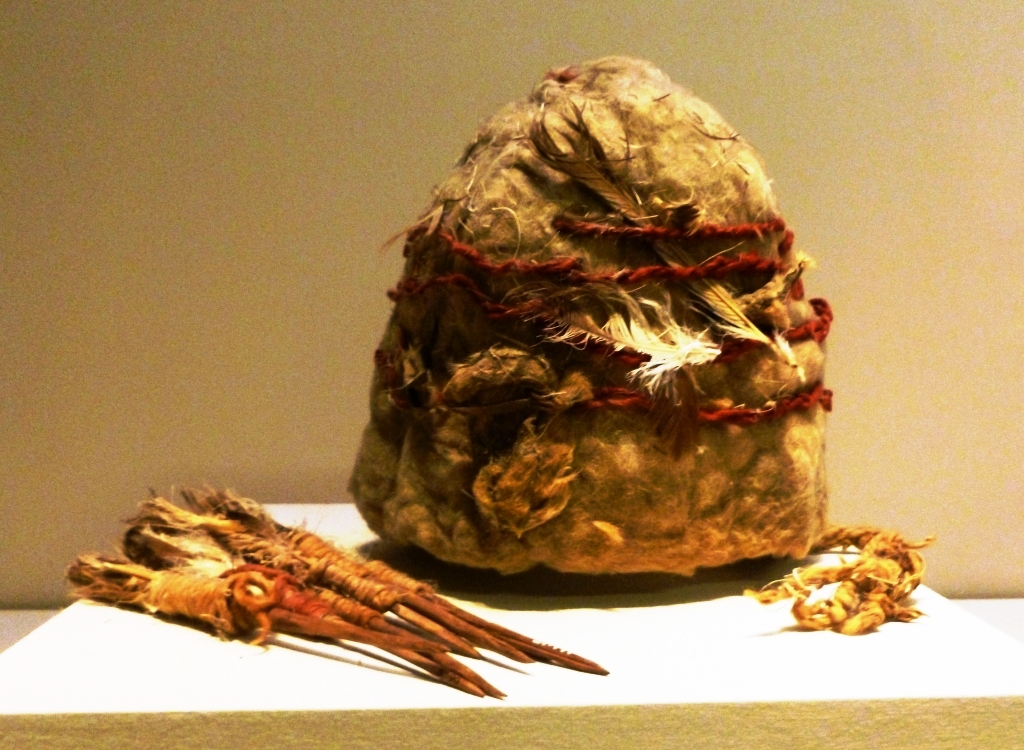
Sombrero de fieltro y plumas de Loulan. Dinastía Han temprana 202 a. C.-8 d. C.

Según el Libro de Han, los enviados de Han describieron a las tropas de Loulan como débiles y fáciles de atacar. Se dijo que Shanshan tenía 1570 hogares y 14 000 personas, con 2912 personas capaces de portar armas. También se describió la región así:

La tierra es arenosa y salada, y hay pocos campos cultivados. El estado espera obtener [el producto de] los campos cultivados y buscar en los estados vecinos cultivos de campo. Produce jade y abundan los juncos, el tamarisco, el álamo balsámico y la hierba blanca. En compañía de sus rebaños, los habitantes van en busca de agua y pastos, y hay asnos, caballos y gran cantidad de camellos. [Los habitantes] son capaces de fabricar armas militares de la misma manera que las tribus Ch'o de Ch'iang.

Según el Comentario sobre el clásico del agua, el general Suo Mai (索 勱, también Suo Man) de Dunhuang introdujo técnicas de riego en la región al represar el Zhubin (posiblemente el río Kaidu ) y conseguir irrigar los campos y producir cosechas abundantes para los próximos tres años. 
El peregrino budista Fa Xian que se quedó en Shanshan en el año 399 camino a la India, describió el país:

[A] país accidentado y montañoso, con un suelo delgado y estéril. Las ropas de la gente común son toscas, y como las que se usan en nuestra tierra de Han, algunas llevan fieltro y otras gruesas sargas o telas de pelo; - esta fue la única diferencia vista entre ellos. El rey profesó (nuestra) Ley, y podría haber en el país más de cuatro mil monjes que eran todos estudiantes del hînayâna. La gente común de este y otros reinos (en esa región), así como los sramanas, todos practican las reglas de la India, únicamente que los últimos lo hacen más exacto, y los primeros más vagamente.
A Record of the Buddhist Countries, traducción de James Legge

## Identidad etnolingüística

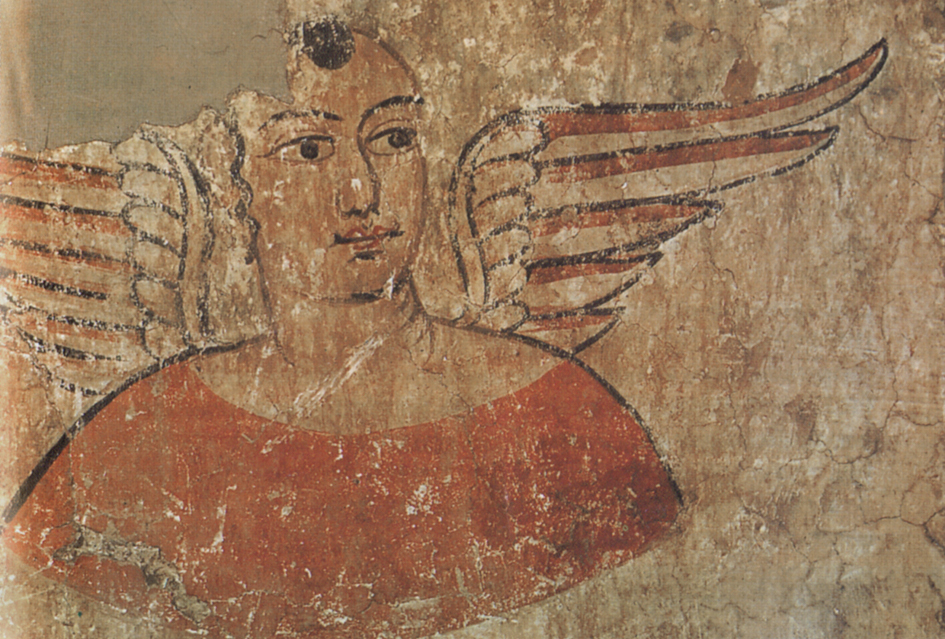
300pxFigura masculina con alas, de las pinturas murales firmadas por Tita en el sitio Loulan de Miran (Xinjiang), siglo III

Se cree que los primeros residentes conocidos en Loulan son un subgrupo de los tocarios, un pueblo indoeuropeo de la cuenca de Tarim. Las excavaciones en Loulan y las áreas circundantes han encontrado momias que se cree que son restos de estas personas, por ejemplo la llamada «Belleza de Loulan» que fue encontrada por arqueólogos chinos en 1979-1980 en Qäwrighul a unos 70 km al oeste de Loulan. Las momias se han fechado ya del año 1800 a. C.
El primer idioma conocido de Loulan, el  tocari, generalmente se llama «Tocharian C». Sin embargo, el idioma oficial encontrado en documentos del siglo III en esta región es el prácrito escrito en escritura karosti; su uso en Loulan y otros lugares de la cuenca del Tarim era más probable debido a la herencia cultural del Imperio Kushan, y se presentó por medio de emigrantes de Gandhara. También se cree que estos mismos inmigrantes de Gandhara introdujeron el budismo en Loulan. Aunque el idioma prácrito se usó como el lenguaje administrativo, algunas palabras generalmente consideradas tocarias se encuentran en los documentos, sugiriendo que los locales hablaban un idioma que pertenece al grupo de lenguas tocarias. Esta supuesta variante de tocario ha sido parcialmente reconstruida a partir de alrededor de 100 palabras de préstamo y más de mil nombres propios utilizados en estos documentos de prácrito que no pueden adscribirse a índico.
El nombre nativo de Loulan era «Kroraina» o «Krorän», escrito en chino como Loulan 樓蘭 ( glu-glân en la pronunciación reconstruida de la dinastía Han, una aproximación de «Krorän»). Siglos más tarde en el 664 el monje budista chino Tang Xuanzang mencionó un lugar en Loulan llamado «Nafupo» (納 縛,), que según el Dr. Hisao Matsuda es una transliteración de la palabra sogdiana navapa que significa «agua nueva». Los sogdianos, eran un pueblo del este de Irán, que mantenía comunidades minoritarias en varios lugares en China en ese momento, especialmente en Dunhuang, Gansu y Turfán en la cuenca de Tarim. Documentos encontrados en Loulan mostraron que los sogdianos estaban presentes en el área en el año 313, así como los chinos han y las tribus tibetanas, lo que indica una población étnicamente diversa en Loulan.

## Arqueología

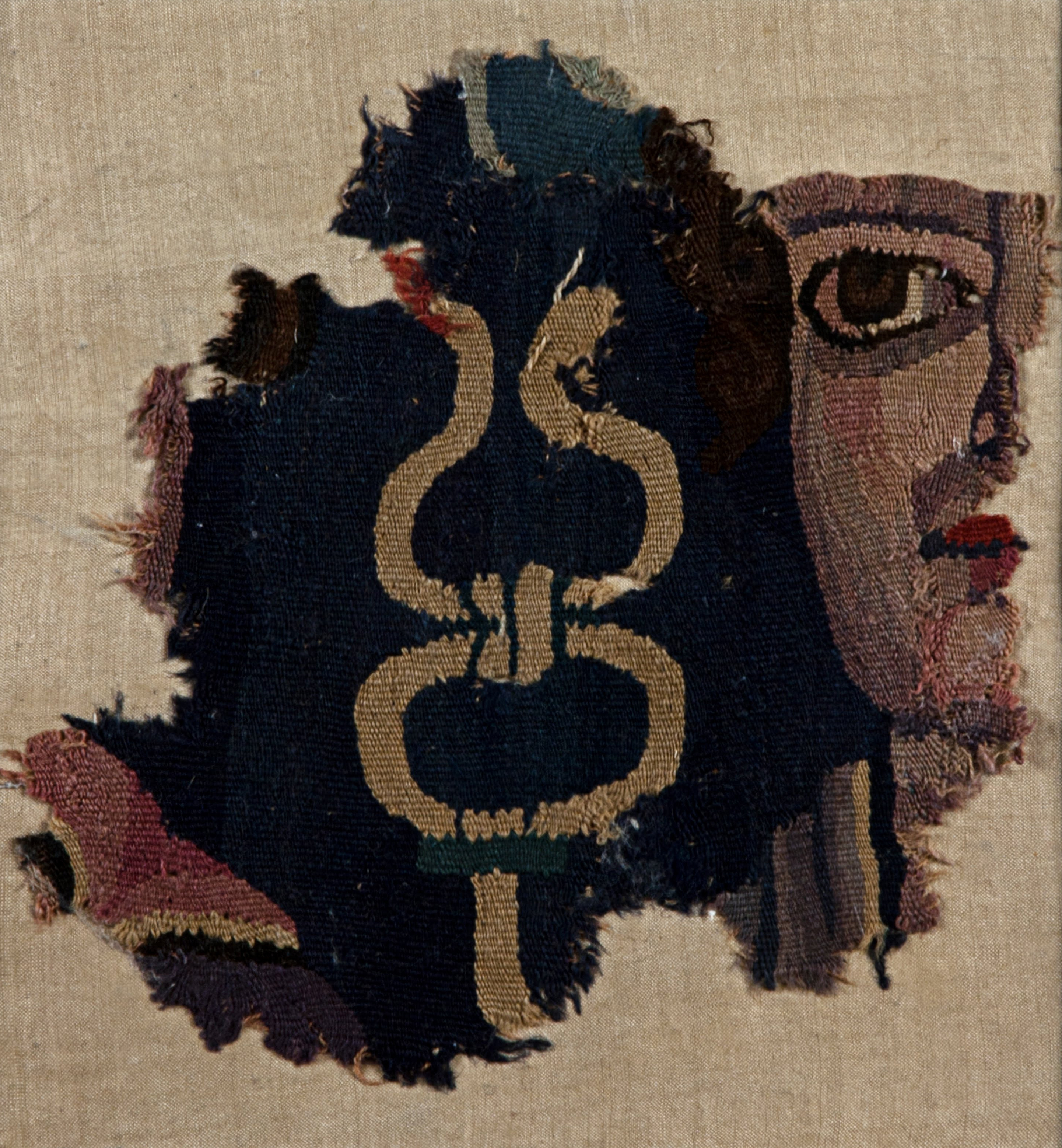
Cara masculina con caduceo (200–400). Un retrato de Hermes.

### Sven Hedin
La ciudad en ruinas de Loulan fue descubierta por Sven Hedin, quien excavó algunas casas y encontró una tablilla de madera de Karosti y muchos manuscritos chinos de la dinastía Jin occidental (265-420), que registraron que los lugareños llamaron «Krorän» a la zona. Karosti pero fue traducido como «Lou-lan» en chino. Hedin también propuso que un cambio en el curso del río Tarim provocó que Lop Nor se secara y podría ser la razón por la cual Loulan había desaparecido.

### Aurel Stein

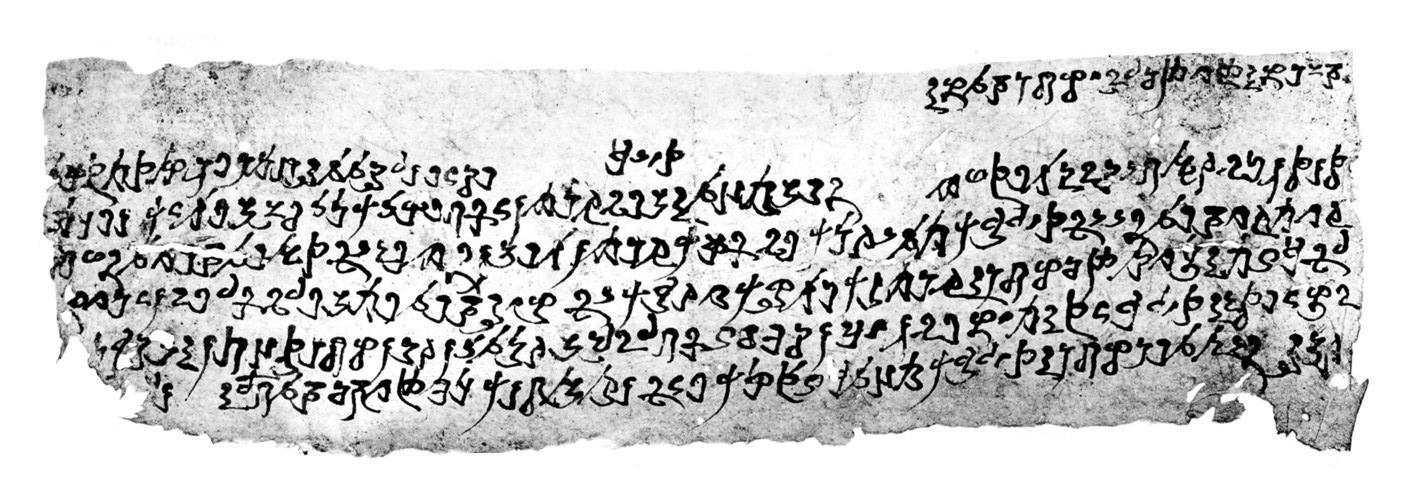
Documento de Karosti encontrado en Loulan por Aurel Stein

Aurel Stein realizó más excavaciones en 1906 y 1914 alrededor del antiguo lago Lop Nor e identificó muchos sitios en el área. Designó estos sitios con la letra L (por Loulan), seguido de una letra del alfabeto (A a T) asignada en el orden cronológico en que se visitaron los sitios. Stein recuperó muchos artefactos, incluidos varios documentos, un fragmento de alfombra de pelo de lana, un trozo de seda amarilla, y tallas de madera arquitectónicas de Gandhara.
- LA - Asentamiento amurallado que se extiende al norte del lago. La pared gruesa está hecha de tierra compactada y paja y tenía más de 300 m en cada lado y 20 6,1 m de espesor en la base. Contiene una gran estupa y algunos edificios administrativos y fue ocupada por un largo tiempo. Por lo general, se cree que es la ciudad de Loulan.
- LB - Sitio con estupas a 13 km al noroeste de LA
- LE- Ciudad fortificada situada a 30 km al noreste de LA. Es la única ciudad conocida de la región con una puerta norte. Desde que se mencionó una puerta norte en el texto chino Han sobre el asesinato del rey de Loulan, se ha sugerido que podía ser la capital de Loulan en el siglo I a. C., antes de que los chinos Han obtuvieran el control de la región. Otros, sin embargo, argumentan que la puerta norte no se refiere a Loulan, sino a Chang'an. El sitio fue ocupado hasta finales del siglo III.
- LF- 10 km al noroeste de LA, contiene cimientos de edificios y un cementerio. Los arqueólogos descubrieron el cuerpo de un joven en un ataúd de madera, que llevaba un sombrero de fieltro y botas de cuero y que yacía debajo de una manta de lana. Un manojo de ramas de efedra se colocó a su lado de manera similar a muchos entierros mucho más antiguos encontrados en la región.
- LK - Ciudad amurallada al oeste del lago con solo una entrada en la muralla de la ciudad. Ha sido identificado como Haitou por algunos arqueólogos.[41]

### Expedición arqueológica china, 1979-1980
En 1979 y 1980, tres expediciones arqueológicas patrocinadas por la Academia de Ciencias de China Xinjiang Branch realizaron excavaciones en Loulan. Descubrieron un canal de 4,6 m de profundidad y 17 m de ancho que atraviesa Loulan de noroeste a sureste, una estupa budista en forma de cúpula de tierra de 9,8 m de alto; y hogar de 41 pies 12 m de largo por 8,5 m de ancho, aparentemente para un funcionario chino, que alberga tres habitaciones y se sostiene con pilares de madera. También recolectaron 797 objetos de la zona, incluidos recipientes de madera, objetos de bronce, joyas y monedas, y herramientas de piedra mesolítica. Otros hallazgos del año 2003, reportados en la zona incluyen cementerios y momias, ramas de efedra, un brazalete de cuerda que contiene una piedra de jade ahuecada, una bolsa de cuero, un taparrabos de lana, una máscara de madera pintada de rojo y con gran nariz y dientes, ataúdes en forma de barco, un arco con flechas y una cesta de paja.